# 博科諾市

博科諾市（西班牙語：Municipio Boconó），是委內瑞拉的一個市，位於該國西部特魯希略州，首府設於博科諾，面積1,365平方公里，海拔高度2,616米，2011年人口321,108，人口密度每平方公里235.24人。